# Никомах Флавиан (сын)
Никомах Флавиан (лат. Nicomachus Flavianus), также известный как Флавиан Младший — римский политик и грамматик. Сын Вирия Никомаха Флавиана, он занимал несколько должностей при императорах Валентиниане II (371—392), Феодосии I (379—395), Гонории (393—423) и Валентиниане III (425—455); вместе с отцом он поддерживал узурпатора Евгения до его поражения и смерти (392—394). Кроме того, Флавиан известен тем, что издал исправленную версию работы Ливия.

## Биография
Флавиан принадлежал к Никомахам, влиятельной семье сенаторского ранга. Его отцом был Вирий Никомах Флавиан, языческий политик и историк; также он имел брата, которого возможно, звали Венуст. Флавиан Младший женился на дочери (которую некоторые источники называют Галлой, в то время как другие умалчивают об её имени) Квинта Аврелия Симмаха, от которого он получил более 80 писем.
Их семьи издавна поддерживали дружеские отношения между собой. Возможно, именно по случаю свадьбы Флавиана был выпущен диптих Симмахов-Никомахов. С другой стороны, этот диптих мог быть выпущен в честь женитьбы Квинта Фабия Меммия Симмаха на внучке Вирия Никомаха Флавиана. По традиции своей семьи, Флавиан Младший был патроном Неаполя. Он издавал работы языческих авторов римской литературы: в частности, около 408 года Флавиан выпустил исправленное издание «Истории от основания города» Ливия. Это издание до него было исправлено Тасцием Викторином, затем куплено Симмахом, и наконец после издание Флавиана, очередной раз в него внёс поправки его племянник Аппий Никомах Декстер; все дошедшие до нас рукописи первых десяти книг «Истории от основания города» Ливия были получены из рукописи Флавиана, благодаря которой они сохранились.
О политической карьере Флавиана сообщается в надписи (CIL, VI, 1783). Он начал свою карьеру с должности консуляра Кампании, после чего стал проконсулом Азии (382—383). Отец задержал его отъезд в провинцию;
на этом посту Флавиан был адресатом некоторых законов, позднее включённых в Кодекс Феодосия, тогда же Гимерий посвятил ему три речи. Он ударил декуриона и был по этой причине лишён своей должности, вернувшись на корабле домой. Позднее, когда Феодосий I находился в Италии (389/391), он призвал его ко двору, однако Флавиан не получил какое-либо новое назначение.
После смерти Валентиниана II Евгений захватил власть над западной частью империи; при этом семья Никомахов поддержала его и Флавиан Младший стал префектом Рима. Когда в сентябре 394 года Евгений потерпел поражение в битве на реке Фригид, Флавиан Старший покончил с собой, в то время как Флавиану Младшему не причинили никакого вреда за поддержку узурпатора, хотя он был вынужден выплатить зарплату преторианского префекта своего отца. Флавиан получил несколько писем от своего тестя Квинта Аврелия Симмаха, который предложил ему принять участие в сенатском посольстве к императору (397), чтобы попытаться реабилитировать себя, но, скорее всего, он не последовал советам Симмаха. Тем не менее, в конце 398 года он был приглашён на празднества по случаю предстоящего вступления императора в должность консула.
Впоследствии Флавиан ещё дважды назначался префектом Рима, сначала между 399—400 годами, а затем снова в 408 году. Официально он был префектом только два раза, поскольку назначение, произведённое Евгением, не считалось действительным. В 414 году Флавиан был отправлен в Африку вместе с Цецилианом для расследования дела касательно анноны.
В 431—432 он занимал должность преторианского префекта Италии, Иллирика и Африки.